# Rivière Lanaudière
Rivière Lanaudière är ett vattendrag i Kanada.   Det ligger i provinsen Québec, i den sydöstra delen av landet, 400 km nordväst om huvudstaden Ottawa. Rivière Lanaudière ligger vid sjön Lac Asselin.
I omgivningarna runt Rivière Lanaudière växer i huvudsak blandskog. Runt Rivière Lanaudière är det mycket glesbefolkat, med 3 invånare per kvadratkilometer.